# Distretto di Paccha (Jauja)
Il distretto di Paccha  è uno dei trentaquattro distretti della provincia di Jauja, in Perù. Si trova nella regione di Junín e si estende su una superficie di 90,86  chilometri quadrati.